# 林謙治
林 謙治（はやし けんじ、1945年 - ）は、日本の医学者、医学博士、産婦人科医。厚生労働省国立保健医療科学院名誉院長。松本賞受賞。

## 人物・経歴
東京都生まれ。1971年千葉大学医学部卒業。1975年千葉大学大学院社会医学系修了、医学博士。1978年厚生省国立公衆衛生院母性小児衛生学部研究員。1980年イェール大学医学部公衆衛生学科周産期疫学教室研究員。1986年国立保健医療科学院保健統計人口学部長。2002年国立保健医療科学院副院長。同年松本賞受賞。2009年国立保健医療科学院長。2012年国立保健医療科学院名誉院長。2014年退官、介護老人保健施設ベレール向島施設長。日本産前産後ケア・子育て支援学会理事長、北京大学医学部客員教授等も務めた。

## 著作

### 著書
- 『十代の妊娠 : その諸相と問題点』自由企画・出版 1987年
- "Prevention of blindness in Thailand"国立公衆衛生院 1988年
- 『調査研究の考え方進め方 : 保健医療・看護に携わる人へ』（西田茂樹と共著）医学書院 1988年
- 『学校保健マニュアル』（高石昌弘と共編）南山堂 1989年
- 『望まない妊娠などの防止に関する研究 : 厚生省心身障害研究報告書 平成7年度』（編）厚生省 1996年
- 『図解・人に聞けない前立腺・泌尿器の問題と解決』ハート出版 2000年
- 『図解・人に聞けない性感染症の問題と解決』ハート出版 2001年
- 『図解前立腺がんは怖くない! : 血液検査だけでがんがわかる「PSA検査」で早期発見を!』ハート出版 2004年
- 『青少年の健康リスク : 喫煙、飲酒および睡眠障害の全国調査から』（編著）自由企画・出版 2008年
- 『子どもをとりまく環境と食生活 : 妊娠期からのすこやかな発育・発達のために』（監修）日本小児医事出版社 2010年
- 『産後ケアの全て』（監修）財界研究所 2017年
- 『産後ケアを日本の文化に : 第1回日本産前産後ケア・子育て支援学会の記録 : 産前産後ケア事業の展開をめざして』（監修）ロギカ書房 2018年

### 訳書
- B・R・マッキャンドルズ,R・H・クープ著『思春期 : その行動と発達のすべて』（監訳）メディサイエンス社 1985年